# Hygrophoropsis psammophila
Hygrophoropsis psammophila är en svampart som först beskrevs av Cleland, och fick sitt nu gällande namn av Grgur. 1997. Hygrophoropsis psammophila ingår i släktet Hygrophoropsis och familjen Hygrophoropsidaceae.   Inga underarter finns listade i Catalogue of Life.